# بووردوق
بووردوق هي بلدة في مقاطعة كاسان في ولاية قشقداريا في أوزبكستان.